# Pindaros Roy Vagelos
Pindaros Roy Vagelos (Westfield, Nova Jérsei, 8 de outubro de 1929) é um empresário e bioquímico da Merck Sharp and Dohme estadunidense.